# Buchmendel
Buchmendel ist eine Novelle von Stefan Zweig aus dem Jahr 1929.

## Handlung
Der Erzähler flüchtet vor einem Regenguss in das Café Gluck in der Wiener „obern Alserstraße“. Zwanzig Jahre zuvor war er als
junger Mann schon einmal dort gewesen. Auf der Suche nach Literatur über Mesmers „Magnetismus“ hatte ihn ein Freund mit Jakob Mendel, alias Buchmendel, bekannt gemacht. Mendel hatte seit Jahren seinen Arbeitsplatz an einem „mit Notizen überschmierten Marmortisch“ des Cafés. Als Mendel im Jahr 1882 nach Wien gekommen war, wollte er Rabbiner werden. Ein Weiser war er zwar nicht geworden, wohl aber das „Miraculum mundi“ aller Bücher. Zu seiner Kundschaft zählten Buchhändler aus Paris und „fanatische Sammler heraldischer Werke“ wie der Graf Schönberg, ehemals Statthalter der Steiermark, der Theologe Siegenfeld und der Flottenadmiral a. D. Edler von Pisek. Dabei besaß Mendel keine Konzession als Buchhändler, sondern nur einen Hausierschein. Die Anfrage nach Mesmer-Literatur hatte Buchmendel damals vor zwanzig Jahren schließlich mit ein paar Dutzend Titeln beantwortet und noch auf Gaßner sowie die Blavatsky verwiesen. Dabei hatte Mendel keines der Bücher gelesen, sondern lediglich deren antiquarische Eckdaten in seinem Gedächtnis behalten.
Nun, älter geworden, fragt der Erzähler, wo Mendel denn geblieben sei. Es erweist sich, dass als einzige Augenzeugin noch die Toilettenfrau im Café Gluck im Dienst ist. Sie berichtet folgendes: Den Kriegsbeginn habe Buchmendel, der nie eine Zeitung las, über seinen Studien gar nicht mitbekommen. Ende 1915 habe das Unheil seinen Lauf genommen. Das militärische Zensuramt in Wien habe zwei Postkarten, adressiert ins Feindesland, abgefangen. Absender war beide Male Buchmendel. Im Verhör habe Mendel zu Protokoll gegeben, er sei russischer Herkunft. Der in Petrikau Geborene wird als Feind in einem „Konzentrationslager russischer Zivilgefangener bei Komorn“ gefangengehalten. Nach zwei Jahren Haft durfte er nach Wien zurückkehren. Ehemalige Kunden Buchmendels hätten sich gemeinsam um seine Freilassung bemüht. Mendel sei als gebrochener Mann ins Café Gluck zurückgekehrt und habe seine alte Profession nicht mehr ausüben können. Florian Gurtner, der neue Besitzer des Cafés, habe Mendel wegen angeblichen Mundraubs aus dem Café gejagt. Buchmendel sei in seiner ärmlichen Mansarde an Lungenentzündung gestorben.
Als Mendel von Gurtner aus dem Café geworfen wurde, hatte er ein Buch auf seinem Marmortisch liegenlassen – Hugo Hayns „Bibliotheca Germanorum, erotica & curiosa“. Die Toilettenfrau, die noch nie ein Buch gelesen hatte, zeigt das Buch dem Erzähler vor. Beschämt gibt er es der alten Frau zurück und geht.

## Ausgaben
Erstmals erschienen ist die Erzählung vom 1. bis 3. November 1929 in drei Teilen in der Neuen Freien Presse.
- Stefan Zweig: Buchmendel. In: Novellen. Bd. 1, S. 87–119. 3. Aufl. Aufbau-Verlag, Berlin 1986.
- Stefan Zweig: Vier Erzählungen. (Die unsichtbare Sammlung. Episode am Genfer See. Leporella. Buchmendel). Insel-Verlag, Leipzig 1929 (Insel-Bücherei 408/1).
- Stefan Zweig: Buchmendel. Volltext  und englische Übersetzung von Theodore W. Koch.